# Sebastian Osigwe
Sebastian Ogenna Osigwe (Lucerna, 26 marzo 1994) è un calciatore svizzero naturalizzato nigeriano, portiere del Lugano.

## Biografia
È nato in Svizzera da padre nigeriano e madre svizzera.

## Carriera

### Club
Cresciuto nel settore giovanile del Lucerna, nel 2011 gioca una partita con la seconda squadra di essa. Nel settembre 2012 si trasferisce all'Emmenbrücke, club di quinta divisione. Rimasto svincolato, nel gennaio 2014 viene ingaggiato dallo Zugo, squadra di quarta divisione. Tuttavia, dopo aver non disputato incontri ufficiali, viene ceduto al Kriens; in sei stagioni contribuisce a due promozioni, che portano la squadra dalla quarta alla seconda divisione. Il 20 agosto 2020 viene acquistato dal Lugano, firmando un contratto di durata triennale. Il 19 settembre successivo ha esordito in Super League, in occasione dell'incontro vinto per 2-1 contro il Lucerna. Il 15 dicembre 2022 prolunga il contratto fino al 2026.

### Nazionale
Nel 2013 ha preso parte al Torneo di Tolone con la nazionale nigeriana Under-20.
Nel novembre 2020 viene convocato per la prima volta dalla nazionale maggiore nigeriana per la doppia sfida con la Sierra Leone, valida per le qualificazioni alla Coppa delle nazioni africane 2021. Tuttavia, rimane in panchina in entrambe le gare.

## Statistiche

### Presenze e reti nei club
Statistiche aggiornate al 2 aprile 2023.
| Stagione        | Squadra         | Campionato      | Campionato | Campionato | Coppe nazionali | Coppe nazionali | Coppe nazionali | Coppe continentali | Coppe continentali | Coppe continentali | Altre coppe | Altre coppe | Altre coppe | Totale | Totale |
| Stagione        | Squadra         | Comp            | Pres       | Reti       | Comp            | Pres            | Reti            | Comp               | Pres               | Reti               | Comp        | Pres        | Reti        | Pres   | Reti   |
| --------------- | --------------- | --------------- | ---------- | ---------- | --------------- | --------------- | --------------- | ------------------ | ------------------ | ------------------ | ----------- | ----------- | ----------- | ------ | ------ |
| 2010-2011       | Lucerna II      | 1L              | 1          | -2         |                 | -               | -               |                    | -                  | -                  |             | -           | -           | 1      | -2     |
| set. 2012-2013  | Emmenbrücke     | 2Li             | 16         | -26        | CS              | -               | -               |                    | -                  | -                  |             | -           | -           | 16     | -26    |
| 2014-2015       | Kriens          | 1L              | 13+4       | -10; -4    |                 | -               | -               |                    | -                  | -                  |             | -           | -           | 17     | -14    |
| 2015-2016       | Kriens          | 1Lp             | 29         | -35        | CS              | 1               | -2              |                    | -                  | -                  |             | -           | -           | 30     | -37    |
| 2016-2017       | Kriens          | 1Lp             | 29         | -30        | CS              | 4               | -11             |                    | -                  | -                  |             | -           | -           | 33     | -41    |
| 2017-2018       | Kriens          | 1Lp             | 29         | -30        | CS              | 1               | -1              |                    | -                  | -                  |             | -           | -           | 30     | -31    |
| 2018-2019       | Kriens          | ChL             | 12         | -22        | CS              | 1               | -2              |                    | -                  | -                  |             | -           | -           | 13     | -24    |
| 2019-2020       | Kriens          | ChL             | 20         | -30        | CS              | 0               | 0               |                    | -                  | -                  |             | -           | -           | 20     | -30    |
| Totale Kriens   | Totale Kriens   | Totale Kriens   | 132+4      | -157; -4   |                 | 7               | -16             |                    | -                  | -                  |             | -           | -           | 143    | -177   |
| 2020-2021       | Lugano          | ASL             | 9          | -13        | CS              | 3               | -3              |                    | -                  | -                  |             | -           | -           | 12     | -16    |
| 2021-2022       | Lugano          | ASL             | 9          | -12        | CS              | 2               | -4              |                    | -                  | -                  |             | -           | -           | 11     | -16    |
| 2022-2023       | Lugano          | ASL             | 7          | -8         | CS              | 2               | 0               | UECL               | 0                  | 0                  |             | -           | -           | 9      | -8     |
| Totale Lugano   | Totale Lugano   | Totale Lugano   | 25         | -33        |                 | 7               | -7              |                    | 0                  | 0                  |             | -           | -           | 32     | -40    |
| Totale carriera | Totale carriera | Totale carriera | 178        | -222       |                 | 14              | -23             |                    | 0                  | 0                  |             | -           | -           | 192    | -245   |

## Palmarès

### Club

#### Competizioni nazionali
- Promotion League: 1

Kriens: 2017-2018
- Coppa Svizzera: 1

Lugano: 2021-2022